# Copălău
Copălău is een Roemeense gemeente in het district Botoșani.
Copălău telt 4253 inwoners.